# Chiến dịch tấn công Kirovograd
Chiến dịch tấn công Kirovograd là cuộc tấn công lớn đầu năm 1944 của Phương diện quân Ukraina 2 (Liên Xô) do đại tướng I. S. Konev chỉ huy chống lại các đơn vị thuộc Tập đoàn quân 8 (Đức) do thượng tướng Otto Wöhler chỉ huy tại khu vực Kirovograd bên hữu ngạn sông Dniepr (nay thuộc tỉnh Kirovograd - Ukraina). Là một thành phần của Chiến dịch tấn công hữu ngạn Dniepr, chiến dịch này chỉ kéo dài 11 ngày với tính chất là phần tiếp theo của Chiến dịch Znamenka-Krivoy Rog còn bị bỏ dở tại cánh Bắc của Phương diện quân từ ngày 26 tháng 12 năm 1943. Dù chỉ là một chiến dịch đệm nhưng nó có vai trò tạo thế rất quan trọng đối với các chiến dịch sau đó do hai Phương diện quân Ukraina 1 và 2 thực hiện.
Trên chính diện dài chỉ 260 km từ Smela đến Novgorodka, sau nửa tháng tấn công, Phương diện quân Ukraina 2 đã giải phóng thành phố Kirovograd có vị trí chiến lược rất quan trọng ở trung lưu hữu ngạn sông Dniepr, tạo một bàn đạp thuận lợi để tấn công vào sườn phải cụm quân Đức tại Korsun-Shevchenkovsky ở phía Bắc và che chở sườn phải của Phương diện quân Ukraina 3 (Liên Xô) khi phương diện quân này mở cuộc đột kích vào Krivoy Rog ở phía Nam. Dù quân đội Liên Xô chỉ tiến về phía Tây được hơn 100 km nhưng việc đánh chiếm Kirovograd của họ đã đẩy Tập đoàn quân xe tăng 1 (Đức) ở phía Bắc vào tình trạng bị chia cắt sâu hơn đối với Tập đoàn quân 8 (Đức) đóng ở sườn phải của nó.
Trong quá trình chiến dịch, Phương diên quân Ukraina 2 đã bao vây, tiêu diệt và bắt làm tù binh các sư đoàn bộ binh 167, các trung đoàn bộ binh 544, 546 và 767 (Đức) tại khu vực Kirovograd.

## Tình hình mặt trận
Sau các Chiến dịch Znamenka-Krivoy Rog và Nizhni Dnieprovsk, quân đội Liên Xô đã khoét thủng và mở rộng một dải bàn đạp lớn ở trung lưu sông Dniepr từ Cherkassy đến Maganets, dài hơn 500 km, sâu từ 40 đến 100 km. Do bị tấn công liên tục trên tất cả các mặt trận, Cụm Tập đoàn quân Nam (Đức) đã không còn một đơn vị dự bị nào rảnh rỗi để thiết lập một tuyến phòng ngự liên tục. Những trận đánh ác liệt tại các khu vực Piatikhatka, Aleksandrya và trước cửa ngõ phía Bắc Kirovograd đã làm cho cả hai bên kiệt sức. Quân đội Liên Xô lập tức được tăng viện từ hậu phương. Tập đoàn quân xe tăng cận vệ 5 được bổ sung 100 xe tăng và 27 pháo tự hành. Các quân đoàn xe tăng 1, 7, 20 của Phương diện quân Ukraina 2 vẫn còn đủ số xe tăng trong biên chế. Mặc dù vậy, tướng I. S. Konev vẫn chưa đưa các quân đoàn xe tăng độc lập từ lực lượng dự bị vào chiến dịch mà bố trí chúng ở khu vực Medvedovka, Chigirin, Krasnoselye, nơi có lực lượng xe tăng dày dặc của Tập đoàn quân 8 và Tập đoàn quân xe tăng 1 (Đức) đóng giữ để phòng ngừa mũi đột kích vào bên sườn.
Quân đội Đức Quốc xã mặc dù đã suy yếu nhưng vẫn còn những lực lượng rất mạnh ở Ukraina. Đánh giá chiến cục đầu năm 1944, Thống chế Erich von Manstein cần giữ ba cụm phòng ngự quan trọng có ý nghĩa sống còn của Cụm Tập đoàn quân Nam (Đức) ở Ukraina tại Rovno (phía Bắc), Cherkasy (giữa mặt trận) và Nikopol (phía Nam). Tuy nhiên, đối với Hitler, như vậy là chưa đủ. Theo lệnh của Hitler đầu tháng 1 năm 1944, Tập đoàn quân xe tăng 1 đã lấy đi phân nửa số sư đoàn xe tăng của Tập đoàn quân 8 để chuẩn bị cho cuộc tái chiếm Kiev từ "Vòng cung Dniepr". Tuy nhiên, thống chế Erich von Manstein cũng bù đắp phần nào cho "sự thiệt thòi" của Tập đoàn quân 8 bằng cách điều Sư đoàn xe tăng SS "Wiking", các sư đoàn xe tăng 3 và 14 và Lữ đoàn pháo tự hành SS "Wallon" đến khu vực Smela - Tashlyk - Shpola và Novomirgorod và đặt nó dưới quyền chỉ huy của tướng Friebdrich Wilhelm Mellenthin, chỉ huy các lực lượng thiết giáp của Cụm tập đoàn quân Nam, coi đó như một lực lượng dự bị cơ động có thể chiến dấu trên cả hai hướng Nam Kiev và Kirovograd. Riêng Quân đoàn xe tăng 47 vẫn thuộc quyền chỉ huy của tướng Otto Wöhler và được bố trí tại khu vực Kirovograd nhưng nó gần bị "rút ruột" về xe tăng, chỉ còn lại bộ binh.

## Binh lực và kế hoạch

### Quân đội Liên Xô
Phương diện quân Ukraina 2 huy động cả sáu tập đoàn quân có trong biên chế vào chiến dịch. Trong đó, mũi tấn công chủ yếu ở cánh trái gồm 1 tập đoàn quân xe tăng và 2 tập đoàn quân bộ binh. Hướng thứ yếu có 2 tập đoàn quân bộ binh:
- Tập đoàn quân cận vệ 5 của trung tướng A. S. Zhadov gồm 3 quân đoàn bộ binh cận vệ và 1 lữ đoàn cơ giới có nhiệm vụ tấn công từ Znamenka dọc theo phía Bắc đường sắt Znamenka - Kirovograd; không nhằm thẳng vào Kirovograd mà đi vòng qua phía Bắc thành phố đến Shestakovka.
- Tập đoàn quân cận vệ 7 của trung tướng M. S. Sumilov gồm 2 quân đoàn bộ binh cận vệ, một lữ đoàn xe tăng, 2 trung đoàn pháo tự hành có nhiệm vụ tấn công dọc theo phía Nam đường sắt Znamenka - Kirovograd; cũng không vào thành phố mà đi vòng qua phía Nam, hợp điểm với Tập đoàn quân xe tăng cận vệ 5 tại Shestakovka.
- Tập đoàn quân xe tăng cận vệ 5 của trung tướng P. A. Rotmistrov được chia làm đôi. Quân đoàn xe tăng cận vệ 6 phối hợp tác chiến trên hướng của Tập đoàn quân cận vệ 7. Quân đoàn xe tăng cận vệ 18 và Quân đoàn cơ giới cận vệ 7 phối hợp tác chiến trên hướng của Tập đoàn quân cận vệ 5. Quân đoàn xe tăng cận vệ 19 và Trung đoàn pháo chống tăng 689 làm lực lượng dự bị.
- Tập đoàn quân cận vệ 4 của trung tướng I. V. Galanin gồm 2 quân đoàn bộ binh đánh đòn bổ trợ vào Kamenka.
- Tập đoàn quân 53 của trung tướng I. M. Managarov gồm 2 quân đoàn bộ binh có nhiệm vụ tấn công Fedvar (???) và Kanizh, yểm hộ cho cánh trái Tập đoàn quân cận vệ 4.
- Tập đoàn quân 52 của trung tướng K. A. Koroteev gồm 2 quân đoàn bộ binh và 1 lữ đoàn xe tăng có nhiệm vụ phòng thủ vững chắc tại bàn đạp Cherkasy, sử dụng cánh trái vượt sông Tyasmin, đánh chiếm Medvedovka và nếu có thời cơ thì đánh chiếm luôn Smela.
- Tập đoàn quân không quân 5 sử dụng tối đa lực lượng hiện có để yểm hộ cho các cuộc tấn công trên mặt đất theo yêu cầu trực tiếp của tư lệnh các tập đoàn quân.

Ngày 2 tháng 1, Đại bản doanh Bộ Tổng tư lệnh tối cao phê chuẩn kế hoạch tấn công của Phương diện quân Ukraina 2 và yêu cầu tướng I. S. Konev "không được sử dụng các quân đoàn xe tăng cận vệ 1, 7 và 20 vào chiến dịch này mà phải giữ lại cho các kế hoạch hành động sau đó". Để bảo đảm ưu thế vượt trội trên hướng tấn công chính, Phương diện quân Ukraina 2 tập trung 1080 khẩu pháo trên chính diện tấn công của Tập đoàn quân cận vệ 5, nâng mật độ pháo binh tại khu vực này lên đến 120 khẩu/1 km chính diện. Việc tập trung binh lực ở cánh Bắc Kirovograd đạt tỷ lệ 5:1 về người, 2:1 về pháo và 7:1 về súng cối. Ở cánh quân Đông Nam Kirovograd, tỷ lệ so sánh binh lực của Quân đội Liên Xô với Quân đội Đức Quốc xã cũng đạt 3:1 về người, 8:1 về pháo và 7:1 về súng cối.

### Quân đội Đức Quốc xã
Tập đoàn quân 8 (Đức) do thượng tướng Otto Wöhler là đơn vị đối diện trực tiếp với Phương diện quân Ukraina 2 (Liên Xô) trên hướng Kirovograd. Do Tập đoàn quân xe tăng 1 (Đức) đã chuyển trọng tâm lên phía Bắc, Tập đoàn quân 8 phải bố trí lại binh lực trên toàn tuyến. Binh lực gồm có:
- Quân đoàn xe tăng 47 do trung tướng xe tăng Nikolaus von Vormann chỉ huy được rút từ Kremenchuk về đóng tại khu vực Kirovograd từ đầu tháng 1 năm 1944.[6] Trong biên chế chỉ còn lại các sư đoàn bộ binh 106, 167, 282 và 320.
- Quân đoàn bộ binh 11 do trung tướng Wilhelm Stemmermann chỉ huy đóng tại khu vực Cherkasy.[7] Trong biên chế có các sư đoàn bộ binh 72, 57, Lữ đoàn pháo tự hành SS "Wallon" và Sư đoàn xe tăng 5 SS "Viking".
- Quân đoàn xe tăng 3 của trung tướng xe tăng Hermann Breith đóng tại khu vực "Vòng cung Dniepr".[8] Trong biên chế còn lại các sư đoàn xe tăng 10, 11, 14 và sư đoàn bộ binh 376. Các sư đoàn xe tăng còn lại của quân đoàn này bị điều động đi các hướng khác: Sư đoàn xe tăng 3 chuyển thuộc Quân đoàn xe tăng 48 (Tập đoàn quân xe tăng 4), Sư đoàn xe tăng 6 được rút về làm lực lượng dự bị của Tập đoàn quân xe tăng 4 (Đức) tại Vinitsa.
- Sư đoàn an ninh quân đội 444 trực thuộc Bộ tư lệnh Tập đoàn quân.

Tập đoàn quân 8 (Đức) bố trí phòng ngự thành hai tuyến. Tuyến đầu trên tiền duyên có từ 3 đến 5 lớp rào, các bãi mìn chống tăng, mìn chống bộ binh, 3 tuyến chiến hào để vận động bộ binh, cứ 2 km có một trận địa pháo chống tăng, các xe tăng được đặt âm trong các ụ đất, có thể dễ dàng thực hiện các chiến thuật phòng thủ tại chỗ hoặc cơ động ứng cứu tại các cửa đột phá. Tuyến trong cách tiền duyên từ 6 đến 8 km chủ yếu gồm pháo chống tăng, pháo binh và bộ binh với trang bị yếu hơn tuyến đầu. Khu vực Kirovograd được cấu trúc thành cụm cứ điểm phòng ngự mạnh. Tại đây có Sư đoàn an ninh quân đội 444, sư đoàn bộ binh 167, các trung đoàn bộ binh 544, 546 và 767. Thế bố trí của Tập đoàn quân 8 (Đức) cũng không cân bằng. Chủ lực xe tăng nằm ở hướng Cherkasy. Trên địa đoạn Krasnoselya (Bắc Kirovograd) và Vershino-Kamenka (Đông Nam Kirovograd) hầu như không có xe tăng.

## Diễn biến
Từ chiều tối ngày 4 tháng 1, các trung đoàn pháo binh các cấp tập đoàn quân, quân đoàn và sư đoàn cùng 5 trung đoàn pháo tầm xa trực thuộc Phương diện quân đã bố trí xong trận địa hỏa lực, đo đạc và tính toán phần tử bắn. Các trinh sát pháo binh tại các đài quan sát hiệu chỉnh xạ kích cũng đã vào vị trí. Các quân đoàn xe tăng của Tập đoàn quân xe tăng cận vệ 5 đã tập kết đầy đủ phía sau các tập đoàn quân cận vệ 5 và cận vệ 7, mang theo 8 cơ số đạn dược và 7 cơ số xăng dầu. Đêm 4 rạng ngày 5 tháng 1, các đơn vị tuyến đầu của các sư đoàn bộ binh cận vệ 24 và 32 đã tiến hành trinh sát chiến đấu. Mọi thông tin do tù binh Đức bị bắt cung cấp tương đối khớp với tính toán của Bộ tham mưu Phương diện quân Ukraina 2. 8 giờ 10 phút ngày 5 tháng 1 năm 1944, tướng I. S. Konev phát lệnh khai hỏa. Trận pháo kích chuẩn bị kéo dài đến 50 phút.
Trên cánh Bắc Kirovograd, ngay trong ngày đầu tiên của chiến dịch Tập đoàn quân cận vệ 5 có Quân đoàn cơ giới cận vệ 7 của tướng F. G. Katkov đã mở được một đột phá khẩu rất lớn, rộng 30 km và sâu đến 12 km, vượt qua cả tuyến phòng thủ bên trong của Tập đoàn quân 8 (Đức) tại khu vực Kokhanovka và Novo Nikolaevka. Ngày 6 tháng 1, Quân đoàn xe tăng 18 được tung vào cửa đột phá và đẩy tốc độ tấn công lên cao hơn. Chiều ngày 7 tháng 1, xe tăng và bộ binh Liên Xô tràn qua các cứ điểm Lelyekovka (???), Maryovka, Adzhamka. Lữ đoàn tiền tiêu của Quân đoàn cơ giới cận vệ 7 đã tiến đến Severinka (???), Bolshaya Mamayka (???). Sau hai ngày đầu phòng thủ bị động, ngày 7 tháng 1, Quân đoàn xe tăng 3 (Đức) tổ chức phản kích. Tướng Hermann Breith điều động Sư đoàn xe tăng 14 và Sư đoàn bộ binh 376 đánh vào sườn phải Tập đoàn quân cận vệ 5 tại khu vực Fedvar (???). Tuy nhiên, cánh quân này đã ngay lập tức phải đối phó với đòn công kích từ phía Bắc của Tập đoàn quân 53 có trung đoàn 34 pháo tự hành chống tăng và 2 trung đoàn pháo chống tăng vừa cơ động từ Elizavetgradka tới yểm hộ. Cuối ngày 7 tháng 1, Sư đoàn xe tăng 14 và Sư đoàn bộ binh 376 (Đức) phải bỏ dở cuộc phản kích, rút về Kanizh.
Ở cánh Nam, trong ngày đầu tiên của chiến dịch, Tập đoàn quân cận vệ 7 (Liên Xô) vấp phải tuyến phòng ngự cứng rắn của Sư đoàn xe tăng 10 được tăng cường cho Quân đoàn bộ binh 47 (Đức) và đột phá không đủ sâu. Trong ngày tấn công đầu tiên, tập đoàn quân chi tiến được từ 4 đến 5 km. Để khắc phục yếu kém, tướng P. A. Rotmistov được lệnh đưa ngay Quân đoàn xe tăng cận vệ 6 và cả Quân đoàn xe tăng 19 từ lực lượng dự bị tăng thêm sức đột phá cho Tập đoàn quân cận vệ 7. Ngày 6 tháng 1, 2 quân đoàn xe tăng 18, 19 và Tập đoàn quân cận vệ 7 đã đánh bật Sư đoàn xe tăng 10 và các sư đoàn bộ binh 282, 320 (Đức) khỏi các cứ điểm Olgovka và Kaziryovka (???). Ngày 7 tháng 10, xe tăng Liên Xô đã vượt sông Ingul tại Kalinovka và lập tức đánh chiếm cụm cứ điểm Pavlovka (Nova Pavlovka) phía Tây Nam Kirovograd. Chiều ngày 7 tháng 1, hai đơn vị của Tập đoàn quân xe tăng cận vệ 5 là Quân đoàn xe tăng 18 và Quân đoàn xe tăng cận vệ 6 đã gặp nhau tại Shestakovka, cắt đứt đường sắt Kirovograd đi Pervomaisk và cắt đứt cả đường bộ Kirovograd - Novoukrainka. Sư đoàn bộ binh 167, các trung đoàn bộ binh 544, 546, 767 (Đức) tại khu vực Kirovograd hoàn toàn bị bao vây. Ngay trong đêm 7 tháng 1, Quân đoàn cơ giới cận vệ 7 và Quân đoàn bộ binh cận vệ 33 (Tập đoàn quân cận vệ 5) đã đột nhập Kirovograd từ phía Bắc và Tây Bắc. Sáng sớm ngày 8 tháng 1, Sư đoàn xe tăng 10, Sư đoàn an ninh quân đội 444 và Sư đoàn bộ binh 320 (Đức) cố gắng mở một cuộc đột kích dọc theo đường sắt để giải thoát cho số quân Đức bị vây tại Kirovograd nhưng vô hiệu. Các quân đoàn xe tăng cận vệ 6 và 18 (Liên Xô) đã bẻ gãy cuộc phản kích ngay trong buổi sáng 8 tháng 1 và đẩy lùi quân Đức xa thêm 15 km khỏi ngoại vi Shestakovka. Từ 6 giờ đến 10 giờ ngày 8 tháng 1, những ổ đề kháng cuối cùng của quân Đức tại Kirovograd lần lượt bị dập tắt. Kirovograd được giải phóng. Tối mùng 8 tháng 1, Moskva bắn 224 loạt pháo hoa chào mừng Phương diện quân Ukraina 2.
Ở cách bắc của chiến dịch, các Tập đoàn quân cận vệ 4 và 52 cũng phát động tấn công từ ngày 5 tháng 1. Tuy nhiên, do các tập đoàn quân này có rất ít xe tăng nên tốc độ tiến công rất chậm, trung bình mỗi ngày chỉ tiến được từ 2 đến 3 km. Ngày 6 tháng 1, Tập đoàn quân 52 đã vượt qua cứ điểm tiền tiêu Medvedovka của sư đoàn bộ binh 370 (Đức) và tiến về phía Tây. Đến ngày 8 tháng 1, tập đoàn quân này đã áp sát Smela từ phía Đông nhưng chỉ có một lữ đoàn xe tăng tham gia tấn công nên không thể đột nhập vào thành phố. Tập đoàn quân cận vệ 4 cũng hoàn thành nhiệm vụ đánh chiếm Kamenka và vượt sông Tyasmin nhưng đến ngày 9 tháng 1 đã buộc phải dừng lại trước tuyến đường sắt Smela - Pervomaisk khi vấp phải đòn chặn kích của Sư đoàn xe tăng SS "Wiking".
Ngày 7 tháng 1, Sư đoàn xe tăng 5 SS (Đức) tung ra đòn phản kích vào sau lưng Tập đoàn quân cận vệ 7 (Liên Xô) tại Novgorodka khi chủ lực Tập đoàn quân này đã kéo về phía Tây Nam Kirovograd. Tướng P. A. Rotmistrov buộc phải điều động Trung đoàn pháo chống tăng 689 của đại tá J. S. Gushev, lực lượng dự bị cuối cùng của tập đoàn quân từ Vershika-Kamenka kéo ra cản phá, ngăn chặn đòn đột kích này. Đến ngày 8 tháng 1, cuộc phản kích của Sư đoàn xe tăng 5 SS (Đức) bị chặn đứng.
Ngày 9 tháng 1, các sư đoàn xe tăng 11, 14, Lữ đoàn pháo tự hành SS "Wallon" và các sư đoàn bộ binh của Quân đoàn 11 (Đức) bắt đầu tổ chức phản đột kích ở phía Bắc Kirovograd. Ba mũi công kích chính đều có xe tăng dẫn đầu nhằm vào Tập đoàn quân 53, Tập đoàn quân cận vệ 5 và Quân đoàn xe tăng cận vệ 6 (Liên Xô). Đòn đột kích mạnh nhất do Sư đoàn xe tăng 11, Lữ đoàn pháo tự hành SS "Wallon" và Sư đoàn bộ binh 72 (Đức) thực hiện nhằm vào các sư đoàn 9, 95, 97, 110 của Tập đoàn quân cận vệ 5. Ngày 11 tháng 1, quân Đức đã chiếm lại cứ điểm Novo Pavlovka và uy hiếp thị trấn Vishnayakovka, hậu cứ của Tập đoàn quân cận vệ 5. Tướng P. A. Rotmistrov điều Quân đoàn xe tăng cận vệ 18 lên phía Bắc, phối hợp với Quân đoàn xe tăng cận vệ 6 và cánh trái Tập đoàn quân cận vệ 5 chặn đứng cuộc phản kích của các xe tăng Đức. Ngày 13 tháng 1, Tập đoàn quân xe tăng cận vệ 5 và Tập đoàn quân cận vệ 5 tung ra các đòn phản đột kích, đẩy lùi 2 sư đoàn xe tăng Đức về tuyến xuất phát của chúng. Ngày 14 tháng 1, 2 tập đoàn quân Liên Xô tiếp tục công kích và phía Tây thêm 30 km, thu hồi Novo Pavlovka và đánh chiếm thêm các điểm dân cư Maryanovka (???), Marevka và Novo Mirgorod.
Ở địa đoạn của Tập đoàn quân cận vệ 4, ngày 12 tháng 1, Sư đoàn xe tăng SS "Viking" và Sư đoàn bộ binh 376 (Đức) cũng tiến hành phản kích vào Malyi Visha (Malo Viska) và Gruzskoye. Do Tập đoàn quân cận vệ 4 không có xe tăng, tướng I. V. Galanin yêu cầu tướng S. K. Goryunov tư lệnh Tập đoàn quân không quân 5 giúp đỡ về hỏa lực. Trong các ngày 13, 14 và 15 tháng 1, Sư đoàn cường kích cận vệ 1 và Sư đoàn ném bom số 4 của Tập đoàn quân không quân 5 đã tạo thành một "hành lang lửa" dài hơn 30 km trên tuyến đường sắt từ ga Malyi Visha đến ga Gruzkoye, chặn đứng đòn công kích của các xe tăng Đức. Trong các trận không kích nói trên, các máy bay cường kích và ném bom Liên Xô đã phá hủy 20 xe tăng, 25 xe bọc thép, 10 pháo phòng không, khoảng 500 ô tô, 300 mô tô, 10 kho hàng quân sự, gây thương vong cho khoảng 1.000 lính Đức.
Ngày 16 tháng 1, dù còn đủ sức tiếp tục tấn công nhưng Phương diện quân Ukraina 2 đã chủ động chấm dứt chiến dịch để chuyển hướng tấn công sang khu vực Korsun-Shevchenkovsky.

## Kết quả và đánh giá
Sau nửa tháng tấn công, Phương diện quân Ukraina 2 (Liên Xô) đã gây những tổn thất đáng kể cho Tập đoàn quân 8 (Đức). Năm sư đoàn Đức tại mặt trận đã tổn thất đến 75% quân số. Các sư đoàn còn lại đều mất từ 30 đến 50% quân số. Theo các báo cáo gửi cho tướng I. S. Konev ngày 11 tháng 1, khoảng 15.000 sĩ quan và binh sĩ Đức tử trận hoặc mất tích, hơn 3.000 người bị bắt (chủ yếu tại khu vực Kirovograd). Các sư đoàn Đức mất 293 xe tăng và 94 pháo tự hành, 296 pháo và 121 súng cối, 40 xe bọc thép và 978 ô tô các loại. Chỉ riêng Tập đoàn quân xe tăng 5 đã phá hủy 76 xe tăng Đức, tịch thu 8 chiếc còn hoạt động được, phá hủy 233 pháo và súng cối, tịch thu 51 khẩu, phá hủy hơn 100 xe ô tô và 6 đoàn xe lửa, tịch thu 25 kho hàng, bắt giữ hơn 3.000 tù binh Đức. Theo các số liệu thống kê lưu trữ của Đức, có 11.976 quân nhân Đức của Tập đoàn quân 8 chết, mất tích và bị thương. khoảng 4.500 người bị bắt.
Mặc dù đây là một chiến dịch không lớn, diễn ra trên không gian hẹp chỉ khoảng 260 km chính diện và chiều sâu chỉ 80 đến 100 km nhưng Chiến dịch tấn công Kirovograd có vị trí quan trọng trong Chiến cục mùa xuân 1944 của quân đội Liên Xô tại hữu ngạn Ukraina. Trước hết, nó tạo một bàn đạp chiến lược rất quan trọng để Phương diện quân Ukraina 2 (phối hợp với cánh trái Phương diện Ukraina 1) lấy làm địa bàn tập kết và xuất phát tấn công, bao vây một cánh quân lớn của Quân đội Đức Quốc xã tại khu vực Korsun-Shevchenkovsky. Chiến dịch này còn tạo một bước đà thuận lợi để Phương diện quân Ukraina 2 mở Chiến dịch tấn công Uman–Botoşani đánh chiếm Pervomaisk, trung tâm phòng ngự quan trọng của Cụm tập đoàn quân Nam (Đức) và tiến ra biên giới Romania, bổ đôi mặt trận Ukraina của quân đội Đức Quốc xã.
Một trong những vấn đề lớn của chiến dịch nhỏ này là việc sử dụng rộng rãi xe tăng trên các hướng tấn công chính và tập trung hỏa lực pháo binh ở mật độ cao để chống xe tăng, cao hơn mật độ hỏa lực chống tăng trong Chiến dịch Kursk. Trong đó, nhiệm vụ của pháo binh là chống xe đối phương, còn xe tăng thì tích cực yểm hộ bộ binh để mở các đột phá khẩu và tiêu diệt các hỏa điểm cố định. Do không có xe tăng và không đủ pháo chống tăng, không quân được huy động ở cường suất cao để yểm hộ các lực lượng mặt đất. Trong 11 ngày diễn ra chiến dịch, Tập đoàn quân không quân 5 (Liên Xô) đã xuất kích 2.485 phi vụ, trong đó có 1.112 (44,7%) là các phi vụ tấn công mặt đất. Tần suất xuất kích cao của các phi vụ tiêm kích của không quân Liên Xô cũng ngăn chặn thành công sự yểm hộ của các máy bay cường kích Đức cho các đơn vị xe tăng của họ. 140 máy bay Đức đã bị bắn rơi trong chiến dịch.